# Taras Hryb
Taras Hryb (ur. 27 marca 1952 w Victorii, zm. 25 listopada 2021 w Salmon Arm) – kanadyjski zapaśnik walczący w stylu wolnym. Olimpijczyk z Monachium 1972, gdzie zajął szesnaste miejsce w wadze średniej.
Brązowy medalista igrzysk Brytyjskiej Wspólnoty Narodów w 1974, a także igrzysk panamerykańskich w 1971. Trzeci na MŚ juniorów w 1969 roku.

## Letnie Igrzyska Olimpijskie 1972
| Konkurencja      | Rundy eliminacyjne | Rundy eliminacyjne    | Klas. końcowa |
| Konkurencja      | Przeciwnik I       | Przeciwnik II         | Miejsce       |
| ---------------- | ------------------ | --------------------- | ------------- |
| 82 kg styl wolny | Iwan Iliew (BGR) P | István Kovács (HUN) P | 16.           |